# ジョージ・モンタギュー (初代ハリファックス伯爵)
初代ハリファックス伯爵ジョージ・モンタギュー（英語: George Montagu, 1st Earl of Halifax PC KB、1684年頃 – 1739年5月9日）は、イギリスの政治家。1705年から1715年まで庶民院議員を務めた後、1715年5月にハリファックス男爵を継承、6月にハリファックス伯爵に叙された。

## 生涯
ジョージ・モンタギューとエリザベス・ペラム（第3代準男爵ジョン・ペラムの娘）の長男として、1684年頃に生まれた。1698年にイートン・カレッジで教育を受けたとされ、1701年から1704年まで大陸ヨーロッパ（イタリア、オーストリア、オランダ、ブダペスト、ベオグラード、コンスタンティノープル）を旅した。
1705年イングランド総選挙でノーサンプトン選挙区から出馬して当選、以降はヘンリー・サシェヴェレルの弾劾や「スペインなくして講和なし」の動議に賛成票を投じるなど、ホイッグ党の一員として行動した。

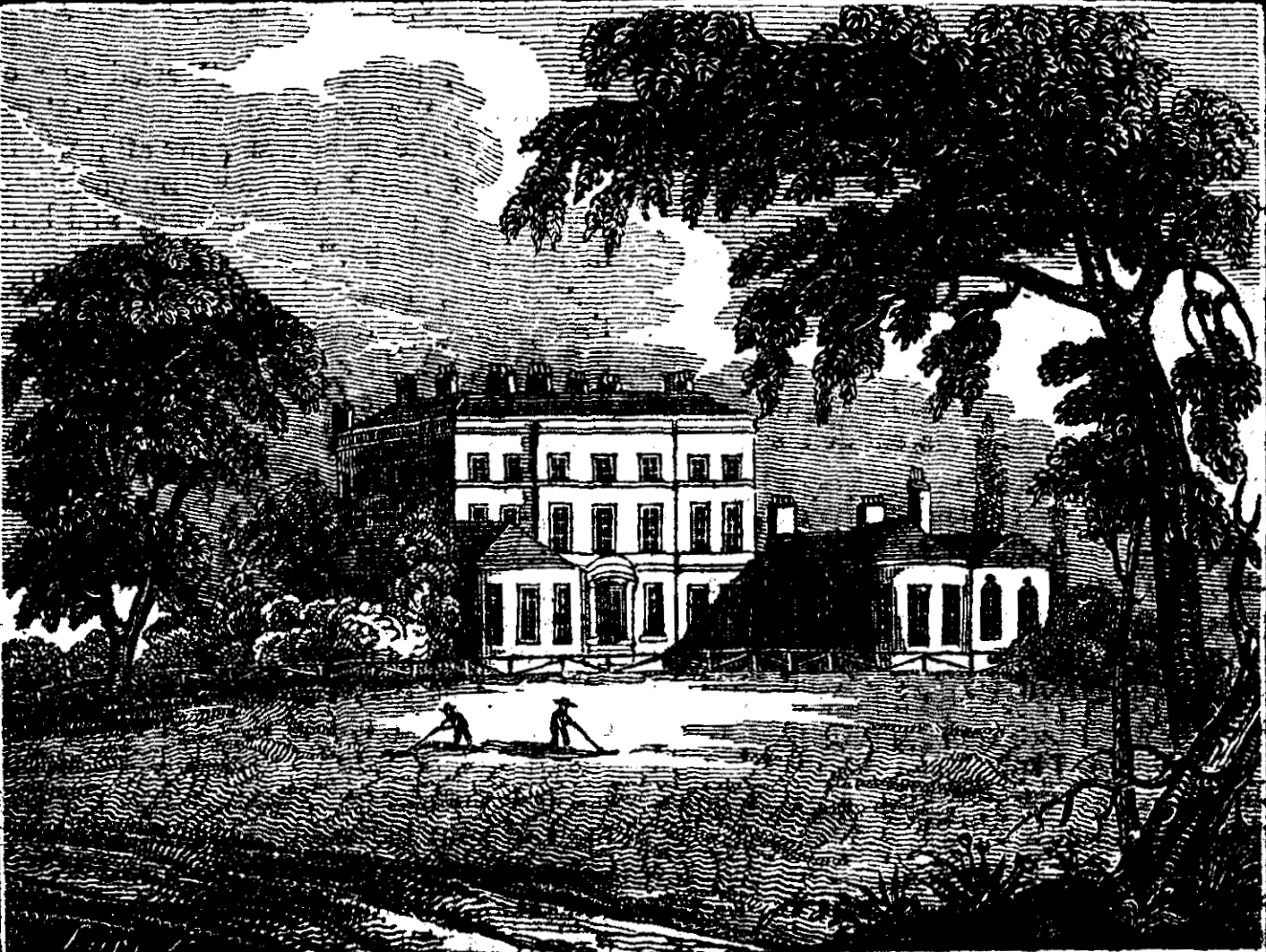
1827年のブッシー・ハウス

1715年5月19日、親族の初代ハリファックス伯爵チャールズ・モンタギューの死去に伴いハリファックス男爵の爵位を継承、同年6月14日にはサンベリー子爵とハリファックス伯爵に叙された。同年にブッシー・パーク管理長官を務め、同地でブッシー・ハウスを建設した。その後、ブッシー・ハウスは息子ジョージ、続いて娘ルーシーの息子フレデリック・ノースが継承した。
1714年から1739年まで財務府会計監査官を務め、1717年11月27日に枢密顧問官に任命されたほか、1725年6月17日にバス勲章を授与された。
1739年5月9日に死去、息子ジョージが爵位を継承した。

## 家族
1706年4月8日、リカルダ・ポスシューマ・サルトンズトール（Ricarda Posthuma Saltonstall、1711年4月5日埋葬、リチャード・サルトンズトールの一人娘）と結婚、1女を儲けた。
- ルーシー（1734年5月7日没） - 1728年6月17日、フランシス・ノースと結婚[5]

1712年6月28日頃、メアリー・ラムリー（1726年12月10日没、初代スカーバラ伯爵リチャード・ラムリーの娘）と再婚、1男2女を儲けた。
- フランシス - 1739年1月1日、第6代準男爵ロジャー・バーゴイン（英語版）と結婚[6]
- メアリー - 1740年9月25日、第3代準男爵ダンヴァース・オズボーン（英語版）と結婚[7]
- ジョージ（1716年 – 1771年） - 第2代ハリファックス伯爵